# Cololejeunea duvignaudii
Cololejeunea duvignaudii là một loài Rêu trong họ Lejeuneaceae. Loài này được E.W. Jones mô tả khoa học đầu tiên năm 1954.